# Split (serial telewizyjny)
Split (heb. חֲצוּיָה, Hatsuya, 2009–2012) – izraelski serial telewizyjny dla młodzieży w reżyserii Shai Kapon.

## Opis fabuły
15-letnia dziewczyna Ella Rozen rozpoczyna naukę w nowej szkole. Dyrektorem placówki jest Amnon Grin, który jest także szefem tajnej organizacji "The Order of Blood" mającej na celu pozbycie się wampirów ze świata ludzi. Dziewczyna szybko dowiaduje się, że nie jest zwykłą nastolatką, gdyż w połowie jest wampirem (Splitem). Z biegiem czasu zostaje wplątana w konflikt trwający kilkaset lat między ludźmi a wampirami.

## Obsada i bohaterowie

### Główni
- Ella Rozen (Amit Farkash)
- Leopold "Leo" Zachs (Yon Tumarkin)
- Omer Teneh (Yedidia Vital)
- Guy Rozen (Avi Kornick)
- Zohar Grin (Maya Sho'ef)
- Moshe "Sushi" Arieli (Idan Ashkenazi)
- Nurit "Nicky" Shilon (Anna Zaikin)

## Drugoplanowi
- Ardak (Yussuf Abu Warda)
- Phaton (Shmil Ben Ari)
- Amnon Grin (Alex Ansky)
- Rafael (Meir Swisa)
- Dimitrius "Dima" Golton ||| (Israel (Sasha) Damidov)
- Tamar Biran (Eliana Bekier)
- Sara Rozen (Rona Lipaz-Michael)
- Michael Rozen (Yoav Hait)
- Shahar Fooks (Danny Leshman)
- Lana (Tal Talmon)
- Jamon (Sharon Alexander)
- Ethos (Tomer Sharon)
- Yulis (Tal Yarimi)
- Carmel (Lake Rodberg)